# الینیکو
شهر الینیکو در استان آتیک در کشور یونان واقع شده است که دارای جمعیت ۱۸٬۸۲۳  نفر می‌باشد.